# Juillac (Corrèze)
Juillac è un comune francese di 1 136 abitanti situato nel dipartimento della Corrèze nella regione della Nuova Aquitania.

## Storia

### Simboli
Lo stemma comunale è stato adottato il 16 ottobre 1987 e riunisce i blasoni delle
famiglie Pérusse des Cars e de Hautefort.

## Società

### Evoluzione demografica
Abitanti censiti